# Koszewnica (gromada)
Koszewnica – dawna gromada, czyli najmniejsza jednostka podziału terytorialnego Polskiej Rzeczypospolitej Ludowej w latach 1954–1972.
Gromady, z gromadzkimi radami narodowymi (GRN) jako organami władzy najniższego stopnia na wsi, funkcjonowały od reformy reorganizującej administrację wiejską przeprowadzonej jesienią 1954 do momentu ich zniesienia z dniem 1 stycznia 1973, tym samym wypierając organizację gminną w latach 1954–1972.
Gromadę Koszewnica z siedzibą GRN w Koszewnicy utworzono – jako jedną z 8759 gromad – w powiecie siedleckim w woj. warszawskim, na mocy uchwały nr VI/10/18/54 WRN w Warszawie z dnia 5 października 1954. W skład jednostki weszły obszary dotychczasowych gromad Kępa, Koszewnica, Łączka, Niechnabrz() i Rososz ze zniesionej gminy Żeliszew w tymże powiecie. Dla gromady ustalono 11 członków gromadzkiej rady narodowej.
31 grudnia 1959 z gromady Koszewnica wyłączono wieś Kępa, włączając ją do gromady Bojmie w tymże powiecie, po czym gromadę Koszewnica zniesiono a jej (pozostały) obszar włączono do gromady Żeliszew Podkościelny tamże.